# Dorsale Eisenhower
Le dorsale Eisenhower è una catena montuosa dell'Antartide orientale. Situata nella regione nord-occidentale della Dipendenza di Ross, e in particolare in corrispondenza della costa di Scott, davanti al mare di Ross, questa catena, che fa parte della più vasta catena delle montagne del Principe Albert, si estende in direzione nord/sud per circa 80 km arrivando a una larghezza massima di circa 20 km. La dorsale Eisenhower, la cui vetta più elevata è rappresentata dal picco Timber, che arriva a 3070 m s.l.m., è delimitata a ovest dal nevaio Reeves, verso cui le cime della dorsale declinano dolcemente, a sud dal ghiacciaio Reeves e a nord e a est dal ghiacciaio Priestley, che la separa dalla dorsale Deep Freeze e nei pressi del quale le vette della dorsale sono molto più scoscese. All'interno della dorsale sono presenti diverse formazioni glaciali, come i ghiacciai Anderton e Carnein.

## Storia
La parte più meridionale della dorsale Eisenhower, quella che si affaccia sul mare, fu probabilmente avvistata per la prima volta nel 1841 dall'esploratore britannico James Clark Ross, ma l'intera formazione è stata poi mappata da membri dello United States Geological Survey (USGS) grazie a fotografie aeree scattate dalla marina militare statunitense nel periodo 1955-64 e alle ricognizioni terrestri effettuate da spedizioni statunitensi e neozelandesi nelle stagioni 1961-62 e 1962-63, infine essa è stata così battezzata dal Comitato consultivo dei nomi antartici in onore di Dwight D. Eisenhower, che era Presidente degli Stati Uniti d'America al tempo delle prime operazioni Deep Freeze.